# Clitocybe frysica
Clitocybe frysica är en svampart som beskrevs av Kuyper 1996. Clitocybe frysica ingår i släktet Clitocybe,  och familjen Tricholomataceae.   Inga underarter finns listade.